# Collegium Da Vinci
Collegium Da Vinci z siedzibą w Poznaniu (wcześniej Wyższa Szkoła Nauk Humanistycznych i Dziennikarstwa) – polska uczelnia niepubliczna w Poznaniu. Collegium Da Vinci to praktyczna uczelnia biznesowa kształcącą specjalistów w obszarze kreatywnego sektora biznesu. Oferuje spersonalizowany model kształcenia, oparty na indywidualnych predyspozycjach studentów i samodzielnemu projektowaniu ścieżek rozwoju. 
Uczelnia kształci w podejściu interdyscyplinarnym, łącząc biznes z kreatywnością i humanistycznym podejściem do technologii.

## Historia

### Wyższa Szkoła Nauk Humanistycznych i Dziennikarstwa
10 czerwca 1996 Minister Edukacji Narodowej udzielił zezwolenia na utworzenie Wyższej Szkoły Nauk Humanistycznych i Dziennikarstwa w Poznaniu, której pomysłodawcą oraz założycielem jest Piotr Voelkel. WSNHiD zostało wpisane do wykazu uczelni niepublicznych pod numerem 90. W tym samym roku pierwsi studenci rozpoczęli kształcenie na kierunku politologia i nauki społeczne. Dwa lata później na WSNHiD powstaje nowy kierunek – stosunki międzynarodowe. W 2000 uruchomione zostają kolejne kierunki – socjologia i kulturoznawstwo, a w roku następnym – informatyka. W 2006 uczelnia uzyskuje zgodę na kształcenie na kierunku pedagogika.
W lipcu 2004 doszło do zawarcia umowy z Instytutem Zachodnim im. Z. Wojciechowskiego w Poznaniu w ramach wspólnych przedsięwzięć naukowych i dydaktycznych, z kolei w lutym 2008 WSNHiD nawiązało ścisłą współpracę ze Szkołą Wyższą Psychologii Społecznej w Warszawie. W czerwcu 2014 WSNHiD oraz Instytut Zachodni w Poznaniu zawarły umowę o utworzeniu Centrum Naukowego pod nazwą Wielkopolskie Centrum Naukowo-Badawcze.

### Początek Collegium Da Vinci
W 2014 roku Wyższa Szkoła Nauk Humanistycznych i Dziennikarstwa zmieniła swoją nazwę na Collegium Da Vinci.
W roku akademickim 2015/2016 Mediaworking, doradztwo i coaching, zarządzanie kreatywne i edukacja prorozwojowa zostały nagrodzone w Ogólnopolskim Konkursie i Programie Akredytacyjnym „Studia z Przyszłością”. Dodatkowo zarządzanie kreatywne otrzymało Certyfikat Nadzwyczajny, czyli Laur Innowacji, za wdrożenie najbardziej nowatorskich i unikalnych rozwiązań w zakresie technologii wspierających proces dydaktyczny.

### Lata 2018 - 2020
W 2018 roku na ścianie frontowej budynku Collegium Da Vinci, od strony ulicy Kutrzeby pojawił się nowy mural autorstwa Alicji Białej. Nosi tytuł „Interest”, jest monochromatyczny i przedstawia stojące obok siebie postacie, niektóre z nich w maskach wskazujących na pochodzenie tych osób z różnych kultur i kontynentów.
W dniu 29 czerwca 2018 r. przedstawiciele Ministerstwa Nauki i Szkolnictwa Wyższego – Rafał Leszczyński i Małgorzata Michalska-Mickiewicz przekazali na ręce Rektora Collegium Da Vinci czek w związku z otrzymanym dofinansowaniem w ramach projektu pod nazwą „Wzmocnienie potencjału Collegium Da Vinci poprzez podniesienie jakości kształcenia”. Projekt ten, nazywany potocznie projektem zintegrowanym, dofinansowany został przez Narodowe Centrum Badań i Rozwoju ze środków Europejskiego Funduszu Społecznego w ramach Działania 3.5, tj. Kompleksowe programy szkół wyższych, Programu Operacyjnego Wiedza Edukacja Rozwój.
W roku akademickim 2018/2019 uczelnia wprowadziła program tutoringowo-mentoringowy, którym zostali objęci wszyscy rozpoczynający studia I stopnia. To pierwsze w Polsce na tak dużą skalę działanie, nastawione zarówno na realizację osobistych celów, jak i na budowanie partnerskich relacji wewnątrz społeczności akademickiej wraz z integracją ze środowiskiem partnerów biznesowych. W ciągu kolejnych trzech lat każdy student CDV realizuje w sumie 6 modułów programu tutoringowo-mentoringowego (po 10 h każdy), kończąc każdy z nich odpowiednio dostosowaną formą zaliczenia: esejem, zadaniem przygotowanym i zrealizowanym w społeczności lokalnej i na rzecz społeczności akademickiej, zespołowym opracowaniem case study czy obroną projektu. Przy wsparciu mentora, każdy student już na etapie studiów – a nie dopiero po ich zakończeniu, doświadczy realiów praktyki zawodowej, podczas tworzenia i realizacji niewielkich projektów badawczo rozwojowych.
17 grudnia 2019 Krzysztof Nowakowski, ówczesny Rektor Collegium Da Vinci podpisał umowę z Markiem Woźniakiem, Marszałkiem Województwa Wielkopolskiego na mocy której uczelnia otrzymała ponad 17 mln złotych z Wielkopolskiego Regionalnego Programu Operacyjnego 2014+. Na poznańskim Górczynie CDV stworzyło Centrum Technologii Kreacyjnych (dalej: eNStudios), czyli miejsce spotkań dla ludzi kreatywnych. Na 4 tys m² powstały wielofunkcyjne sale konferencyjne, studio motion capture, studio foto-video, studio audio, pracownie komputerowe, fokusownia. Całkowity koszt inwestycji wyniósł 25 398 651 zł, w tym koszty budynku: 17 466 000, sprzęt specjalistyczny 6 106 940,16 oraz oprogramowanie specjalistyczne 844 264,62 zł. 
W kwietniu 2020, podczas uroczystej Gali Finałowej w Warszawie ogłoszono wyniki V edycji Programu „Studia z Przyszłością” realizowanego przez Fundację Rozwoju Edukacji i Szkolnictwa Wyższego. Decyzją Komisji oceniającej zostały nagrodzone trzy kierunki CDV: 
- Data Science (studia I stopnia),
- IT Project Management (studia I stopnia)
- Kreatywna Produkcja Wideo (studia I stopnia).

W każdej edycji Programu „Studia z Przyszłością” kierunki studiów, które uzyskają najwyższą liczbę punktów rankingowych w swojej kategorii (kierunki i programy studiów stanowiące ścisłą czołówkę ocenionych w Konkursie), uzyskują dodatkowo Certyfikat Nadzwyczajny „Lider Jakości”, potwierdzający znakomity wynik postępowania akredytacyjnego. Ten certyfikat w 2020 otrzymał kierunek IT Project Management.

### Lata 2021 - 2023
W 2021 roku uczelnia rozpoczęła obchody 25-lecia powstania Collegium Da Vinci. 
W styczniu 2021 uczelnia ogłosiła strategię rozwoju Collegium Da Vinci na lata 2020-2022. Strategia jest wynikiem 1,5 rocznej pracy interdyscyplinarnego zespołu złożonego kandydatów na studia, studentów, absolwentów, pracowników uczelni i partnerów z otoczenia społeczno-gospodarczego. Dwa kluczowe czynniki, które wpłynęły na jej ukształtowanie to: dynamiczny rozwój uczelni oraz pozostanie na ścieżce wyznaczania trendów w edukacji praktycznej. Rozpoczynamy wdrożenie zupełnie nowego modelu edukacji, uwzględniającego samodzielne projektowanie ścieżki kształcenia przez studentów oraz zdecydowaną intensyfikację współpracy z otoczeniem biznesowym.
5 lutego 2021 zmarł Marian Marek Przybylski — współzałożyciel Collegium Da Vinci oraz Uniwersytetu SWPS.
W maju 2021 Collegium Da Vinci uplasowało się w pierwszej trójce poznańskich uczelni, które wykształciły najwięcej specjalistów od marketingu i reklamy. Raport największych agencji z Poznania w kategorii marketing, reklama, internet opracowany został przez firmę Widoczni.
Od roku akademickiego 2021/2022 uczelnia wprowadziła nowy model kształcenia Da Vinci. Model kształcenia Da Vinci, obok koncentracji na kształceniu kompetencji przyszłości, wzorem zachodnich uniwersytetów, pozwala na daleko posuniętą indywidualizację ścieżki studiów tak, by jak najbardziej dopasować ją pod umiejętności, talenty, oczekiwania i możliwości czasowe studenta. Ten model kształcenia daje możliwość elastycznego kreowania zindywidualizowanej ścieżki edukacji przy wsparciu ekspertów m.in. tutorów, mentorów, absolwentów czy przedstawicieli otoczenia biznesowego. Obok obowiązkowych na danym kierunku modułów zajęć, student wybiera też w trakcie studiów szereg modułów, które mogą być związane bezpośrednio z kierunkiem, ale nie muszą. Mogą stanowić tzw. moduły międzykierunkowe. Takie rozwiązanie pozwala nie tylko na indywidualizację ścieżki studiów, ale także na jej interdyscyplinarność.
W kwietniu 2022 Collegium Da Vinci zdobyło trzecią nagrodę w konkursie Genius Universitatis organizowanym przez magazyn Perspektywy. W kategorii content marketing nagrodzono raport „Przyszłość edukacji. Scenariusze 2046”, który powstał z okazji 25-lecia Uczelni.
Od roku akademickiego 2022/2023 wszyscy studenci i wykładowcy oraz wszystkie kierunki i katedry funkcjonują w ramach jednego wydziału – Wydziału Nauk Stosowanych. W ramach wydziału funkcjonują 3 katedry: 
- Katedra Zarządzania, której Kierownikiem została dr Izabela Grabowska,
- Katedra Informatyki i Analizy Danych, której Kierownikiem została mgr Agnieszka Walczak,
- Katedra Mediów Kreatywnych, której Kierownikiem został mgr Bartosz Choryan.[19]

1 października 2022 stanowisko Rektora Collegium Da Vinci objął dr hab. Marek Zieliński, prof. CDV. Rektor zarządza dydaktycznym obszarem pracy Uczelni skupionym wokół Wydziału Nauk Stosowanych.
W 2022 roku Collegium Da Vinci pojawiło się na liście uczelni niepublicznych najczęściej wybieranych przez kandydatów według ogólnej liczby zgłoszeń kandydatów (ponad 1 tys.) na studia pierwszego stopnia i jednolite studia magisterskie w roku akademickim 2022/2023. Uczelnia pojawiła się w zestawieniu zarówno w obszarze studiów stacjonarnych (na które aplikowało 1951 chętnych), jak i niestacjonarnych (z 1202 chętnymi).
W 2023 roku Collegium Da Vinci po raz kolejny pojawiło się na liście uczelni niepublicznych najczęściej wybieranych przez kandydatów według ogólnej liczby zgłoszeń kandydatów (ponad 1 tys.) na studia pierwszego stopnia i jednolite studia magisterskie w roku akademickim 2023/2024. Uczelnia pojawiła się w zestawieniu zarówno w obszarze studiów stacjonarnych (na które aplikowało 1999 chętnych), jak i niestacjonarnych (z 1620 chętnymi).

## Podstawowe statystyki
Collegium Da Vinci zatrudnia ponad 100 pracowników administracyjnych i ok. 300 pracowników dydaktycznych. Kadrę dydaktyczną stanowią głównie wykładowcy-praktycy, czyli przedstawiciele biznesu. Do grona partnerów uczelni należy ponad 200 firm i instytucji.

## Program dydaktyczny

### Studia I i II stopnia
Collegium Da Vinci daje możliwość podjęcia studiów pierwszego stopnia na dziesięciu kierunkach:
- Analiza Biznesowa i Data Science
- Biznes Manager
- E-commerce
- Game Development
- Grafika
- Informatyka
- Kreatywna produkcja wideo
- Mediaworking
- Zarządzanie kreatywne
- Zarządzanie w IT

oraz na trzech kierunkach na studiach II stopnia:
- Marketing internetowy
- Zarządzanie kreatywne
- Informatyka

### Studia podyplomowe
Uczelnia prowadzi również specjalistyczne studia podyplomowe na 17 kierunkach:
- Akademia Programowania w Pythonie
- Arteterapia z elementami psychoterapii
- Badania UX
- Big Data - Analytics & Society
- ESG Management
- Fotografia
- Frontend developer
- Grafika projektowa
- HR Business Partner
- Nowy Marketing
- Pentester - tester bezpieczeństwa
- Product & Brand Management
- Prognozowanie i implementacja trendów
- Sztuczna inteligencja w biznesie
- Zarządzanie hybrydowe
- Zarządzanie projektami
- Zarządzanie transformacją cyfrową

### Executive Master of Business Administration
Uczelnia prowadzi również kierunek Executive Master of Business Administration skierowane do kadry managerskiej wysokiego szczebla.
Absolwenci studiów podyplomowych Executive MBA nabywają spełnienie kryterium wykształcenia do zasiadania w radach nadzorczych spółek z udziałem skarbu państwa (art. 19 ust. 1 pkt 1 lit. c ustawy z dnia 16 grudnia 2016 r. – o zasadach zarządzania mieniem państwowym (Dz.U. z 2024 r. poz. 125).

## Budynek uczelni i sztuka

### Budynek CDV
Bryła budynku Collegium Da Vinci (dawniej WSNHiD) nawiązuje swą formą do reduty Fortu św. Wojciecha, który znajdował się w pasie XIX-wiecznej fortyfikacji miasta. Budynek uczelni ma 18 000 m² powierzchni użytkowej.
W 2010 roku oddano do użytku nowe skrzydło o pow. 8000 m². Inwestycja kosztowała ponad 30 milionów złotych, z czego 38% (prawie 11,5 mln zł) to dofinansowanie z Unii Europejskiej. Rozbudowa uczelni była współfinansowana przez Unię Europejską z Wielkopolskiego Regionalnego Programu Operacyjnego na lata 2007–2013 w ramach działania „Infrastruktura szkolnictwa wyższego”. Zaprojektowana nowa część ma pięć kondygnacji nadziemnych i jedną kondygnację podziemną. Budynek jest rozbudowany od strony elewacji wschodniej i jest połączony z istniejącą przestrzenią za pomocą łączników. Na poziomie „-1” znajdują się m.in. cztery sale do gry w squasha, sale fitness z siłownią oraz szatnia. Na wyższych kondygnacjach znajduje się także 10 sal wykładowych, 15 sal seminaryjnych oraz 8 pracowni komputerowych. W budynku zastosowano podział na 3 struktury: 
- Rotundum – część głównie biurowa, mieszczą się w niej biura pracowników administracyjnych czy Rektorat CDV,
- Altum – część głównie dydaktyczna,
- Novum – część głównie dydaktyczna.

### Sztuka w CDV
Collegium Da Vinci wyróżnia się przyjaznym stosunkiem do sztuki współczesnej i jej twórców. Choć nie jest uczelnią artystyczną – posiada znaczącą kolekcję sztuki współczesnej. Na korytarzach, w rotundzie oraz gabinetach można oglądać obrazy, freski i instalacje znakomistych artystów, które tworzą galerię rozporoszoną po całym gmachu i nadają mu wyjątkowy klimat.
W murach Collegium Da Vinci można spotkać między innymi następujace dzieła:
- Ma maison (Mój dom), ok. 1989 r. (Kraków), olej na płótnie 121x111 cm, autor: Tadeusz Kantor,

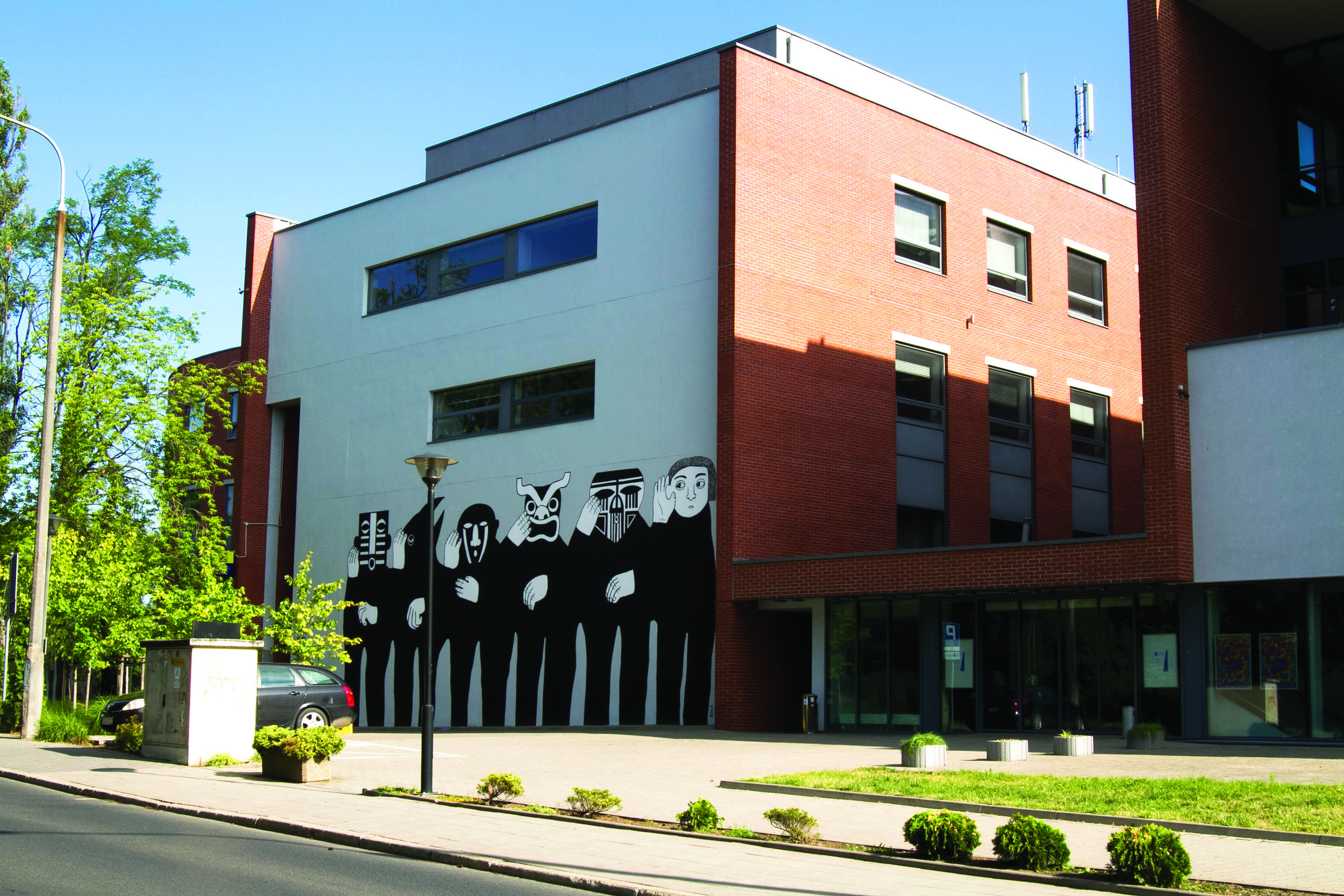
Collegium Da Vinci - Mural "Interes", autorka - Alicja Biały

- Organiczne zamyślenie, 2004 r., technika własna, instalacja składająca się z 3 elementów: Banan, 140x452x60 cm; Figura, wys. 176 cm; Kurtka dżinsowa, wys. 100 cm, autor: Marcin Berdyszak,Collegium Da Vinci - Mural "Interes", autorka - Alicja BiałyBez tytułu, 2003 r., obiekt 350x250x400 cm, autor: Edward Łazikowski,
- Wyścig, 2005 r., metal spawany, 75x55x444 cm, autorka: Mariola Wawrzusiak,
- DCCXV, 1997 r., olej na płótnie, 250x130 cm, autor: Stefan Gierowski, Moja prawa, Moja lewa, dyptyk (fragment), 2003 r., technika własna, druk na aluminium, 154x204 cm (każda część), autorka: Krystyna Piotrowska,
- W stronę neutrino, 1999 r., olej na płótnie, 200x390 cm (obraz składający się z 3 segmentów), autor: Jan Tarasin,
- Miejsce rezerwowane, 1973/74 r., akryl, płyta, drewno, 123x116x10 cm, autor: Jan Berdyszak,
- Pati Natae (Wenus), 1999 r., instalacja: żywica epoksydowa, metal, pleksiglas, stal, 70x70x170, autor: Dominik Dlouhy.[29]

Zbiory dzieł artystycznych, które można podziwiać w Collegium Da Vinci stale się powiększają.

## eN Studios
26 maja 2022 uroczyście otwarte zostało eN Studios, czyli nowy budynek przy ulicy Głogowskiej 216 w Poznaniu dedykowany branży kreatywnej, którego inwestorem jest Collegium Da Vinci. Na niemal 4500 m² znalazło się 300-metrowe studio Motion Capture, 120-metrowe studio fotograficzne, 90-metrowe studio audio i niemal 3000m2 przestrzeni biurowych i coworkingowych.
Budowna jest efektem przedsięwzięcia “Rozwój potencjału Collegium Da Vinci do świadczenia specjalistycznych usług skierowanych do przedsiębiorstw poprzez utworzenie infrastruktury w obszarze technologii kreacyjnych” wpisanego w ramy WRPO Poddziałanie 1.3.2 „Poprawa jakości usług na rzecz inkubacji przedsiębiorstw” Urzędu Marszałkowskiego Województwa Wielkopolskiego.

## Współpraca międzynarodowa i międzyuczelniana
Collegium Da Vinci umożliwia studentom zdobycie doświadczeń w środowisku międzynarodowym i wielokulturowym. Uczelnia realizuje projekty współpracy i wymiany akademickiej z uczelniami partnerskimi w ramach programu Erasmus+. Studenci mogą odbywać część studiów w kilkunastu uczelniach partnerskich, a lista ta, stale się powiększa. Collegium Da Vinci sięga do najlepszych wzorców zagranicznych, stwarza możliwości rozwoju w środowisku międzynarodowym oraz opracowuje partnerskie programy nauczania, tworząc anglojęzyczne kierunki studiów. Dodatkowo, w ramach rozwijającej się internacjonalizacji Uczelni, studenci CDV mają możliwość udziału w interesujących projektach zagranicznych, skupionych na rozwoju kompetencji przyszłości, które są niezbędne w stale zmieniającym się świecie.

## Rektorzy
- 1996 – 1999: dr hab. Kazimierz Robakowski, prof. UAM
- 1999 – 2002: dr hab. Anna Michalska, prof. WSNHiD
- 2002 – 2008: prof. dr hab. Waldemar Łazuga
- 2008 – 2012: prof. dr hab. Karol Olejnik
- 2012 – 2022: dr inż. Krzysztof Nowakowski
- od 1 października 2022: dr hab. Marek Zieliński, prof. CDV